# The Miracle of Teddy Bear
The Miracle of Teddy Bear (คุณหมีปาฏิหาริย์) é uma série de televisão tailandesa produzida pelo Channel 3, dirigida por Yuthana Lorphanpaibul (Paajaew) e estrelada por Sarin Ronnakiat (In) e Thuchapon Koowongbundit (Job). A série foi adaptada do romance Khun Mee Patihan (คุณหมีปาฏิหาริย์) de Prap (ปราปต์) e foi transmitida no Channel 3 às sextas, sábados e domingos de 27 de março até 1º de maio de 2022. A série também é exibida no Netflix.

## Sinopse
Nut (Thuchapon Koowongbundit) tem um ursinho de pelúcia gigante chamado Taohu (Sarin Ronnakiat) que o acompanha e conforta há quase 10 anos. Acontece que Taohu não é um boneco comum, ele pode se comunicar com outros objetos da casa.
Um dia, sem o conhecimento de Nut, Taohu se transformou em um jovem que não se lembrava de nada. Taohu tenta se lembrar de seu passado e fica cada vez mais complicado quando descobre um segredo obscuro sobre a família de Nut. Taohu deve ajudá-lo rapidamente porque seu tempo como humano está se esgotando. No entanto, ele também quer estar perto de Nut, a pessoa que ele ama.

## Elenco

### Principal
- Sarin Ronnakiat (In) como Taohu/Anon "Nueng" Thanakul
- Thuchapon Koowongbundit (Job) como Nut

### Recorrente
- Apasiri Nitibhon (Um) como Mathana, mãe de Nut
- Thanapon Jarujitranon (Tee) como Song
- Parada Chutchavalchotikul (First) como Kensit
- Rinlanee Sripen (Joy) como Satjaree
- Chatayodom Hiranyatithi (Chai) como Saen, tio de Nut/Sipmuen, pai de Nut
- Tantachj Tharinpirom (Judo) como Tathan
- Punpreedee Khumprom Rodsaward (PP) como Anik
- Sukol Sasijulaka (Jome) como Sittha, pai de Kensit
- Warapun Nguitragool como Kanya, mãe de Kensit
- Natha Lloyd (Mai) como Parit
- Haeman Chatemee (Phu) como Junjuea
- Jacqueline Muench (Jackie) como Kaewchingduang
- Nantapat Apiwat (Neve) como Nut (criança)
- Nam-nguen Boonnak como Mathanee, avó de Mathana

### Convidado
- Thankorn Kanlayawuttipong (Angpao) como Song (criança)